# Латинични епсилон
Латинични епсилон или отворено Е (Ɛ / ɛ) је слово проширене латиничне абецеде, базирано на слову грчког алфабета епсилон (ε). Користи се у ортографијама многих нигерско-конгоанских и нилско-сахарских језика, као што су језици еве, акан, лингала, динка и масаји, где означава самогласнике  или . Слово је укључено у афрички референтни алфабет.